# 埃夫罗斯州
埃夫羅斯州（希臘語：Νομός Έβρου）是希臘最北的一個州，屬色雷斯和東馬其頓大區。埃夫罗斯州是希臘最大的州，位於西色雷斯的東部，北鄰保加利亞，東隔埃夫羅斯河與土耳其相望，南臨愛琴海，並包括海上的薩莫色雷斯島。面積4,242平方公里，2001年人口150,580人。首府亞歷山德魯波利斯。
下分13市。
該州份的濱海地帶主要為地中海氣候，而北部和山區則有著較為寒冷的大陸性氣候。